# Emil von Woyna
Paul Peter Emil von Woyna (né le 29 juin 1812 à Widrinnen (de) et mort le 17 avril 1881 à Kaiserswaldau, arrondissement d'Hirschberg-des-Monts-des-Géants) est un lieutenant général prussien.

## Biographie

### Origine
Emil est le fils du capitaine prussien Karl Daniel Michael von Woyna (1782-1838) et son épouse Antonia Thekla, née von Birkhahn (de) (1786-1825). Le général prussien de l'infanterie Wilhelm von Woyna est son frère cadet.

### Carrière militaire
Woyna étudie à l'école de la 14e division d'infanterie et rejoint le 11 avril 1829 le 17e régiment d'infanterie de l'armée prussienne à Düsseldorf. Il est promu sous-lieutenant à la mi-octobre 1831, commande le bataillon d'infanterie d'entraînement d'avril à septembre 1837 et est adjudant du bataillon de fusiliers à partir d'avril 1840. À ce poste, Woyna est promu premier lieutenant le 19 avril 1845. Avec son régiment, il participe aux batailles près de Philippsburg, Waghäusel, Bischweier et Kuppenheim en 1849 lors de la répression des troubles révolutionnaires dans le Palatinat et en Bade. En tant que commandant de compagnie au sein du 7e bataillon de réserve combiné, Woyna travaille de mi-décembre 1849 à mi-novembre 1850 et peu après dans la même fonction jusqu'en mai 1851 au sein du 2e bataillon du 17e régiment de Landwehr. Avec sa promotion au grade de capitaine, il est nommé le 16 décembre 1851 commandant de compagnie dans son régiment d'origine et prend en charge le 12 janvier 1858, en tant que major, le 2e bataillon du 13e régiment de Landwehr à Borken. De là, Woyna est affecté au 13e régiment d'infanterie combiné en tant que chef de bataillon au début de mai 1860 et devient peu après commandant du 2e bataillon à Coesfeld et promu lieutenant-colonel en octobre 1861. Woyna mène son bataillon dans la guerre contre le Danemark en 1864 lors de la prise du Düppel et lors de la traversée vers Alsen. Sa conduite est récompensée par l'attribution de l'ordre de l'Aigle rouge de 4e classe avec épées.
Le 18 avril 1865, il est transféré à Sarrelouis, où Woyna est nommé commandant du 70e régiment d'infanterie et est promu colonel à ce titre à la mi-juin 1865. En 1866, il dirige son unité pendant la guerre austro-prussienne avec l'armée du Main dans les batailles près de Hammelburg, Werbach, Helmstadt, Roßbrunn et Wurtzbourg. Le 14 juillet 1868, Woyna est envoyé à Hanovre comme commandant de la 39e brigade d'infanterie et promu major général le 23 juillet 1868 avec un brevet daté du 3 juillet 1868. Au début de la guerre contre la France, Woyna peut faire ses preuves à Vionville, Gravelotte, Siège de Metz et Noisseville. Le 22 octobre 1870, Woyna prend la direction de la 19e division d'infanterie pour le lieutenant-général von Schwartzkoppen, malade et se distingue particulièrement dans les batailles de Beaune-la-Rolande et du Mans. Pour cela, outre les deux classes de la Croix de fer, il reçoit l'ordre du Mérite du duc Pierre-Frédéric-Louis et, après la fin de la guerre, l'ordre Pour le Mérite.
Après l'accord de paix, Woyna dirige la 20e division d'infanterie du 30 mai au 30 juin 1871. Il est ensuite transféré à Fribourg-en-Brisgau le 8 mars 1873 et, après avoir été nommé commandant de la 29e division d'infanterie, promu lieutenant général le 22 mars 1873. Pour des raisons de santé, Woyna reçoit la pension légale le 6 mai 1876 et l'ordre de l'Aigle Rouge, 1re classe avec feuilles de chêne et épées sur l'anneau. Il passe ses dernières années d'abord à Wiesbaden, puis avec sa fille à Kaiserswaldau. Après sa mort, il est enterré à Görlitz le 22 avril 1881.

### Famille
Woyna se marie avec Malwine Wilhelmine Emma Witte (1821-1879) le 10 avril 1849 à Wesel. Le mariage donne naissance à deux filles :
- Fanny Emma Charlotte (née en 1853) mariée avec Adolf von Wolff (né en 1847), administrateur de l'arrondissement de Rosenberg-en-Haute-Silésie, plus tard conseiller du gouvernement à Breslau
- Klara Luise Antoinette (1855–1882) mariée avec Louis von Wolff (née en 1851), seigneur de Kaiserswaldau